# Église Saint-Pierre de Saint-Pierre-de-Fursac
Pour les articles homonymes, voir Église Saint-Pierre.
L'église Saint-Pierre est une église catholique située sur la commune de Saint-Pierre-de-Fursac, dans le département français de la Creuse, en France.

## Historique
L'édifice est classé au titre des monuments historiques par arrêté du 12 avril 1939.